# ورزشگاه میلمور
ورزشگاه میلمور (انگلیسی: Millmoor) یک ورزشگاه فوتبال در راترهام، انگلستان است.
این ورزشگاه که در سال ۱۹۰۷ ساخته شده دارای ۸٬۳۰۰ نفر ظرفیت می‌باشد و از سال ۱۹۲۵ تا ۲۰۰۸ ورزشگاه خانگی باشگاه فوتبال روترهام یونایتد بوده است.

## نگارخانه

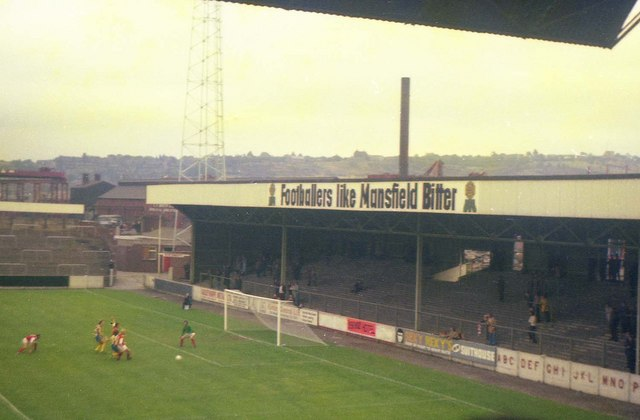
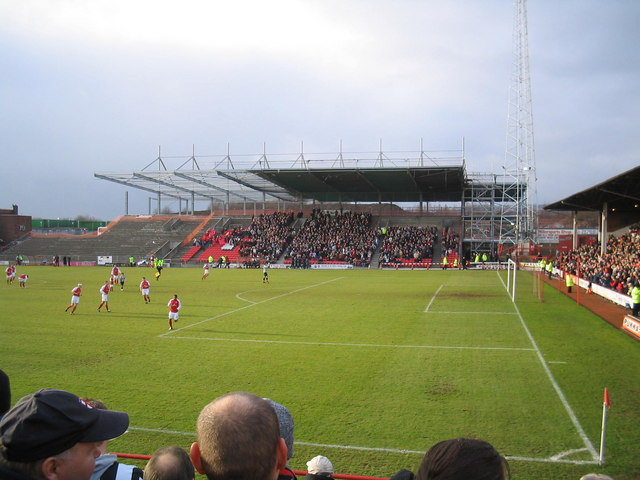